# Evenemangsarena
Evenemangsarena, eventarena från engelskans: "event arena", är en typ av moderna sportanläggningar, i synnerhet på små- och medelstora orter, som är byggda för fler än en typ av evenemang. Oftast är kombinationen ishockey eller bandy och liveuppträdanden från artister som exempelvis under Melodifestivalen och Rhapsody in Rock.
Exempel på svenska arenor som brukar kallas eventarenor är Löfbergs Arena i Karlstad, AXA Sports Center i Södertälje, Saab Arena i Linköping, Environiq arena i Kristinehamn, Sparbanken Lidköping Arena i Lidköping och Kinnarps Arena i Jönköping